# Mensa (Altar)

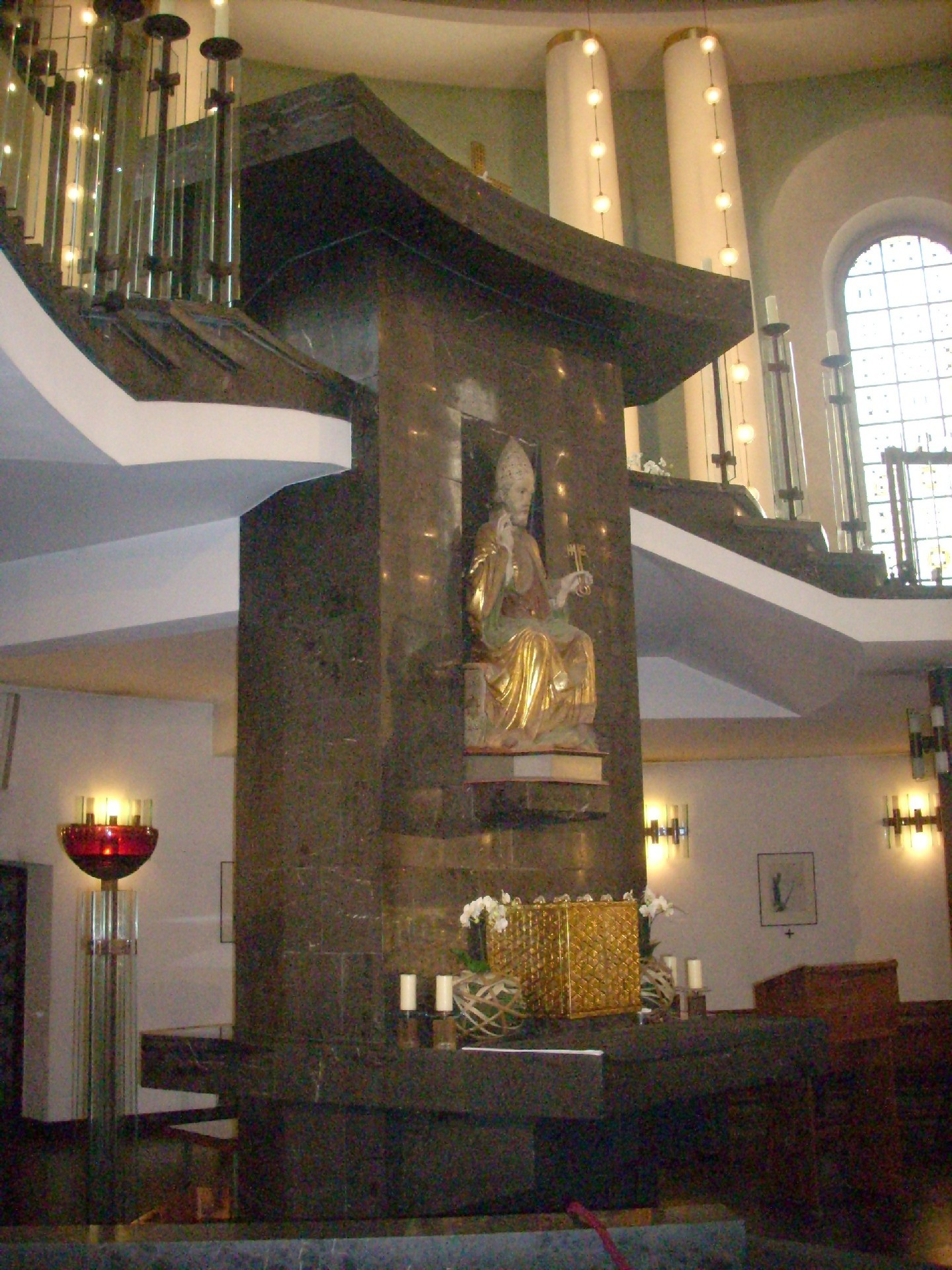
Altarsäule der Hedwigskathedrale mit je einer Altarmensa in der Ober- und Unterkirche.

Der Begriff Mensa (deutsch Tisch) bezeichnet in der christlichen Tradition entweder den vollständigen Altar (mensa Domini, deutsch Tisch des Herrn) oder nur die Tischplatte eines Altares, die durch einen Stipes getragen wird.
Bereits in der klassischen Antike gehörten Tische neben Altären zur Kultausstattung. Diese Tempeltische dienten zur Deponierung oder Bereitstellung von Opfergaben oder zeremoniellen Geräten. Die christliche Mensa ist vom Tisch der Eucharistiefeier abgeleitet und hat keinen rituellen Bezug zum griechisch-römischen Tempeltisch.
Bereits bei frühchristlichen Eucharistiefeiern wurde ein Tisch eingesetzt. Gottesdienste fanden anfangs noch im Geheimen in Privathäusern statt. Hier stand in der Regel nur ein einfacher Tisch zur Verfügung, der außerhalb der Versammlung profan genutzt wurde. Steinerne Altäre kamen erst mit den ersten Kirchenbauten auf. Die Bezeichnung Mensa blieb für die Platte des Altars erhalten.
Im Mittelalter waren Mensen ausschließlich rechteckig; moderne Kirchenaltäre können aber auch runde oder sigmaförmige Mensen aufweisen. Kirchenvorschriften schreiben als Material einen Naturstein vor, allerdings kann die Bischofskonferenz ein anderes „würdiges, haltbares und kunstvoll verarbeitetes“ Material zulassen.
Bei der Altarweihe wird die Mensa vom Bischof mit Chrisam gesalbt. Früher wurden zum Zeichen der Weihe Salbungszeichen in den Stein graviert.
In die Mensa des Altars einer katholischen Kirche werden seit dem Mittelalter Reliquien von Heiligen eingelassen. Von dieser Praxis abweichend können heute die Reliquien auch in dem Stipes oder unter dem Altar deponiert werden.
Die liturgische Sprache unterscheidet zwischen der Mensa, als dem eigentlichen, von einem Bischof konsekrierten Altartisch,  und dem Retabel, einem seit der Zeit der Gotik meist sehr aufwändig gestalteten Altaraufbau.